# 75 (liczba)
75 (siedemdziesiąt pięć) – liczba naturalna następująca po 74 i poprzedzająca 76.

## 75 w nauce
- liczba atomowa renu
- obiekt na niebie Messier 75
- galaktyka NGC 75
- planetoida (75) Eurydike

## 75 w kalendarzu
75. dniem w roku jest 16 marca (w latach przestępnych jest to 15 marca). Zobacz też co wydarzyło się w roku 75.

## 75 w innych dziedzinach
- limit wieku dla senatorów w Kanadzie